# Johann Thiel
Johann Thiel (ur. 1485 r., zm. 4 września 1545 r.) – niemiecki duchowny katolicki, norbertanin, opat klasztoru św. Wincentego we Wrocławiu, sufragan wrocławski.

## Życiorys
Urodził się w 1485 roku w ubogiej rodzinie. Jego ojciec był rybakiem. Swój awans społeczny zawdzięczał wyjątkowej pracowitości i umiejętności zjednywania sobie przyjaciół. Dbałość o sprawy zakonne spowodowała jego szybki awans. Następnie przeniósł się do diecezji wrocławskiej, gdzie był prepozytem w Czarnowąsach. W 1529 roku został opatem klasztoru norbertanów na wrocławskim Ołbinie. Na początku jego rządów doszło do zburzenia opactwa ołbińskiego w 1530 roku, a zakonników przeniesiono za mury miejskie do pofranciszkańskiego kościoła i klasztoru św. Jakuba, który po odnowieniu otrzymał wezwanie św. Wincentego. Licznie nakładane na zakonników podatki doprowadziły do zastawiania ich dóbr. W 1538 roku Johann wyprowadził się z klasztoru i rezydował w kurii na terenie dawnego zamku na Ostrowa Tumskiego. Za czasów jego opackich rządów zakonnicy przestali prowadzić wspólne życie zakonne. 28 kwietnia 1539 roku został prekonizowany biskupem tytularnym Nicopolis i sufraganem wrocławskim przez papieża Pawła III, z pensją 1000 dukatów na dobrach ordynariusza. Na konsekrację biskupią udał się w lipcu 1540 roku do Gniezna, co wynikało ze śmierci biskupa Jakuba von Salzy. Od 1543/1544 był kanonikiem kolegiaty świętokrzyskiej, a od 1544 roku katedralnej. Zmarł w 1545 roku we Wrocławiu. Po jego śmierci w jego domu znaleziono 21 tysięcy talarów i 2 tysiące dukatów zaszytych w sutannie. W prezbiterium kościoła św. Wincentego zachowała się jego płyta nagrobna.